# The Cancer Journal
The Cancer Journal: The Journal of Principles & Practice of Oncology, abgekürzt Cancer J., ist eine wissenschaftliche Fachzeitschrift, die vom Lippincott Williams&Wilkins-Verlag veröffentlicht wird. Die Zeitschrift wurde 1995 unter dem Namen The Cancer Journal from Scientific American gegründet und erscheint seit 2001 unter dem jetzigen Namen, derzeit mit sechs Ausgaben im Jahr. Es werden Arbeiten aus allen Bereichen der Onkologie veröffentlicht.
Der Impact Factor lag im Jahr 2016 bei 4,218. Nach der Statistik des ISI Web of Knowledge wird das Journal mit diesem Impact Factor in der Kategorie Onkologie an 60. Stelle von 217 Zeitschriften geführt.